# 亚里士多德物理学

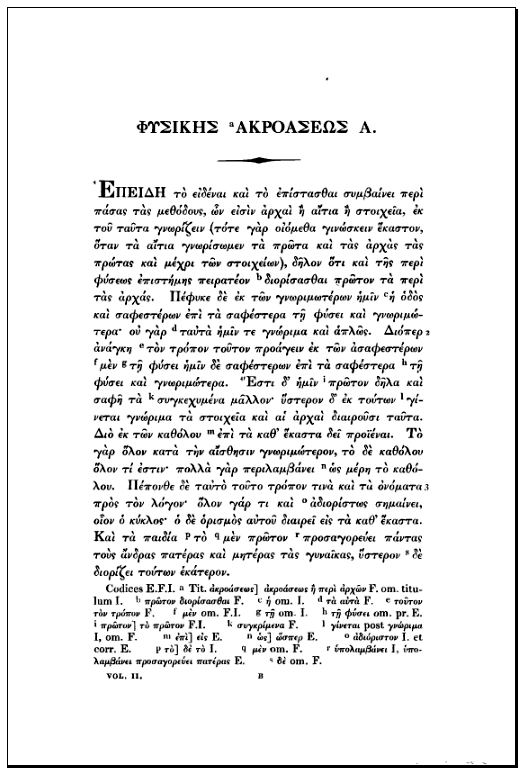
1837版的亚里士多德著作《物理》书影，该书涵盖了包括哲学和物理在内的大量内容。

古希腊哲学家亚里士多德（公元前384年－前322年）开创许多有关物理学本质的理论。这些理论涉及到他所描述的四大元素。他阐明这些元素间的密切联系，它们的动力，它们对地球的影响，以及它们在通常情况下是如何在不知名的力量驱使下相互吸引的。
亚里士多德物理学的主要理论如下：
1. 自然方位：每个元素都会处在相对于地心的不同位置，地心也是宇宙的中心。
2. 重力/轻率：为保持相对位置，物体会受到向上或向下的力。
3. 直线运动：受到力作用物体会做匀速直线运动。
4. 速度与密度的关系：速度与介质的密度成反比。
5. 真空不存在：物体在真空中的速度无穷快。
6. 以太普遍存在：空间中所有点都充满这种物质。
7. 无限宇宙：宇宙空间没有边界。
8. 连续介质理论：原子间是真空的，因此物质不可能是原子构成的。
9. 精质：地球上方的物体不是由地球物质形成的。
10. 永恒宇宙：太阳/行星都是正球体，并且不会改变。
11. 圆周运动：行星沿正圆形轨道运行。

亚里士多德的理论并不是在任何情况下都是正确的，并且它们对宇宙中的事物进行描述。与亚里士多德同时代的人，如德谟克利特、阿里斯塔克斯和阿基米德等，就抗拒這些理論而主張原子论和日心说，但其思想未獲公认。

## 理论
亚里士多德认为，组成地球的元素与组成天空和外太空的不同。
他还认为动力主要是由组成物体的物质所拥有的特性和本质决定。

### 元素

四古典元素。

亚里士多德认为四种主要元素或者说是化合物组成地球：土、气、水及火。[a]
他还认为天堂以及宇宙中的的所有物质的例子都是又被无质量且永恒的第五种元素“以太”构成的。, 以太又被称作"精质"或者“第五物质”。
质量大的物质，比如铁和其他金属，主要是由“元素”土以及少量来自其他元素的物质构成。其他小质量和/或密度大的物体被认为是由少量土以及更多的其他元素混合而成。 
人类是由所有的物质构成的，以太除外。但是元素的相对比例因人而异，并没有标准量。

### 动力学
亚里士多德认为，四种元素都会各自寻找与之同类的元素，并与其结合，而这种同类元素间的结合必须被阻止，正如同极的磁铁相互排斥，或者是云中产生降水。例如，因为烟主要是由“气”组成的，它会上升同天空中的气体结合。他还认为物体和物质只有在一定方向受力的情况下才会运动 。

### 重力学
亚里士多德的重力学理论认为，所有物体都向其自然位置移动。对于一些物体，亚里士多德认为他们的自然位置是地心，因此他们向下落。对于其他的物体，它们的自然位置是天球，所以例如气体，蒸汽都会从地心溢出并向上天空和月球扩散。这种运动的速度被认为与物体的质量有关。

## 中世纪时的批判

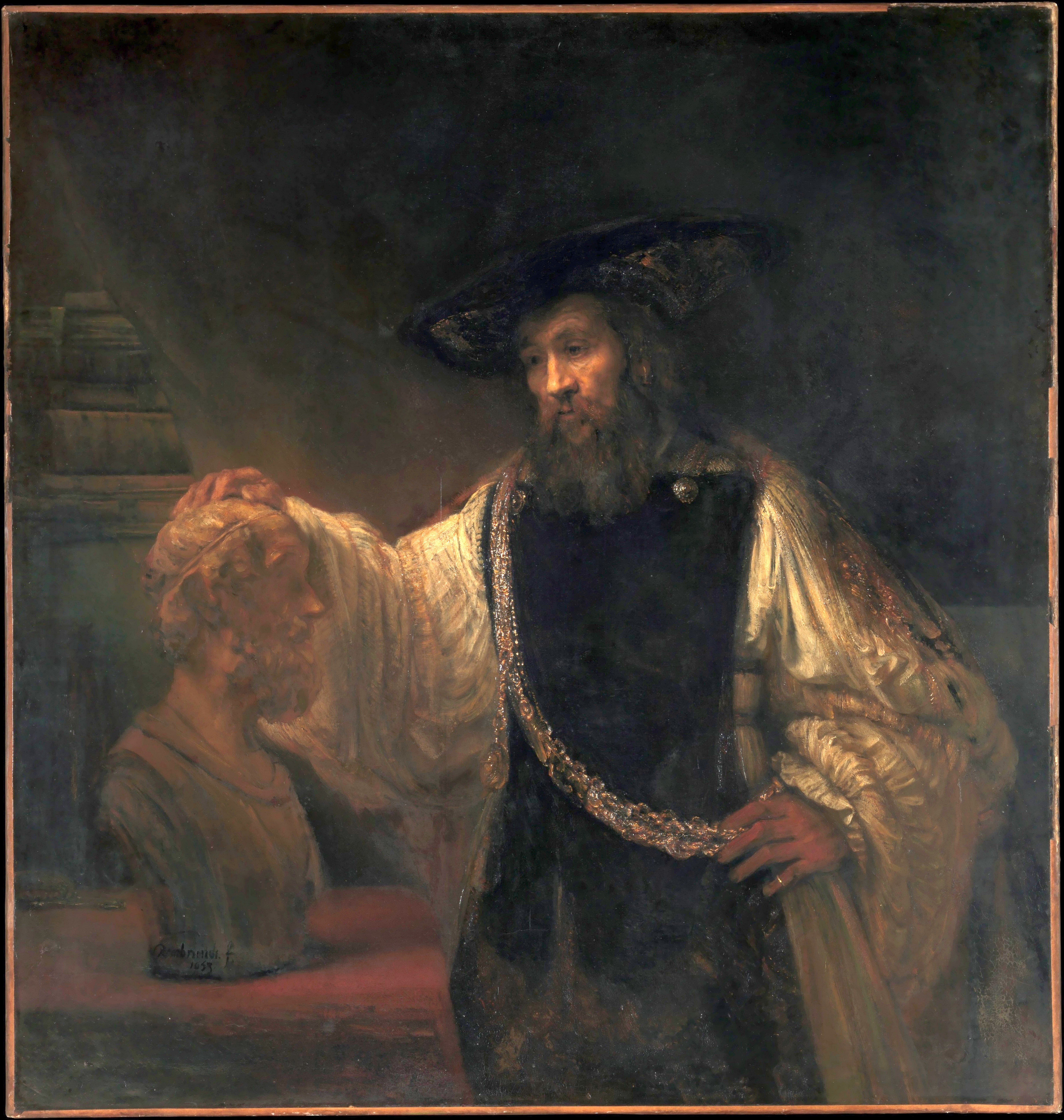
著名哲学家亚里士多德画像，伦勃朗绘制

在中世纪时，亚里士多德的重力理论首先受到约翰·费罗普勒斯，之后是穆斯林物理学家的批判及/或修正。

## 兴衰
亚里士多德理论的权威性延续了近两千年，提供了早期所知的一些物理理论。但海什木、 阿维森纳、 伊本·巴哲、阿布·巴拉卡特·巴格哈達迪, 让·布里丹、伽利略、笛卡兒、 牛顿以及其他人的发现, 使得人们逐渐认识到亚里士多德物理学的谬误和不可见性。
尽管如此，亚里士多德物理学仍然存在至十七世纪晚期，甚至更久，因为它当时被作为大学科目教授。
在欧洲，第一个批判亚里士多德的理论的人是伽利略。使用自己发明的望远镜，伽利略观察到月球表面并不是完全平整的，而是布满了陨石坑以及山脉，这与亚里士多德月球是永恒的绝对的平整的观点产生了冲突。
在月球表面, 大卫·斯科特重复了伽利略的实验，将一片羽毛和一把锤子从双手同时松开。由于没有大气层，两个物体同时落在月球表面。

## 脚注
a ^  术语“土”（earth）是指亚里士多德理论中的一种纯元素，并不是指由多种元素组成的地球。 同样适用于其他用语的使用。“气”是指一种纯元素，而不是由众多元素组成的地球大气。